# ТюменНИИгипрогаз
ООО «ТюменНИИгипрогаз» — дочернее предприятие ПАО «Газпром», осуществлявшее научную, проектную и производственную деятельность. Располагалось в Тюмени и являлось головной организацией по научному обеспечению производственной деятельности предприятий газовой промышленности в Западной Сибири.
В рамках предприятия был реализован комплексный подход к разработке и обустройству газовых, газоконденсатных и нефтяных месторождений. Все направления деятельности были сертифицированы на соответствие международному стандарту ISO 9001:2008 и СТО Газпром 9001-2012.
Коллектив предприятия составлял около 1700 человек.
28 сентября 2017 года ООО «ТюменНИИгипрогаз» прекратило существование. Правопреемником компании стало ООО «Газпром проектирование».

## История
Приказом Министерства газовой промышленности СССР № 145 от 3 февраля 1966 года был организован Тюменский филиал Всесоюзного государственного научно-исследовательского института природных газов (ВНИИГАЗ). Первым директором филиала стал Иван Дмитриевич Карягин, доктор экономических наук.
В 1967 году филиал возглавил Георгий Степанович Грязнов, кандидат экономических наук. В этот период, в связи с разработкой Медвежьего месторождения, Мингазпром ставит перед институтом задачу научной проработки проблемы бурения скважин повышенных диаметров обсадных колонн в условиях многолетнемёрзлых пород. Результаты работ успешно применяются на Медвежьем, Уренгойском и других месторождениях Тюменской области.
В мае 1971 года филиал выделен из состава ВНИИГАЗа и преобразован в Сибирский научно-исследовательский и проектный институт природных газов СибНИПИгаз с подчинением Тюменгазпрому. К этому времени в организации работало 224 сотрудника.
В декабре 1971 года директором института становится Пётр Терентьевич Шмыгля, доктор технических наук.
В январе 1973 года СибНИПИгаз получает современное название — ТюменНИИгипрогаз. Коллектив института состоял из 853 человек, включая 20 кандидатов и 1 доктора наук. Внимание учёных сосредоточено на разработке первого газового гиганта Тюменского Севера — месторождение Медвежье. Завершено строительство первого лабораторного корпуса.
В 1980 году был открыт новый главный корпус по ул. Воровского, 2. В это шестиэтажное здание переехали все подразделения, ранее размещавшиеся в балках по соседству, либо в арендованных помещениях по ул. Мельникайте, 99а, Республики, 176, Дзержинского, 67.
В ноябре 1981 года директором института стал Пётр Никифорович Григорьев, кандидат технических наук. С этого времени особое внимание стало уделяться организации буровых работ. Впервые в практике газовых месторождений внедряется бурение наклонно направленных скважин, решаются проблемы смятия колонн в скважинах, вскрывающих многолетнемёрзлые породы. В 1983 году по проекту и под контролем специалистов института была построена первая в СССР наклонная скважина в условиях многолетнемёрзлых пород. В последующие пять лет было на Уренгойском и Ямбургском месторождениях было построено 29 укрупнённых кустов таких скважин.
В 1986 году ТюменНИИгипрогаз возглавил Георгий Васильевич Крылов, кандидат технических наук. В это время начинает формироваться модель комплексного подхода к освоению месторождений, связывающего воедино науку, проектирование и производство. Институт преобразуется в НПО «Тюменгазтехнология», в состав которого входят вновь созданные филиалы в Надыме и Уренгое, трест инженерно-геологического мониторинга и изысканий, СКБ «Тюменгазтехника» и Экспериментальный завод, через который внедряются в производство новые конструкторские разработки.
В 1989 году в состав объединения вошли вновь созданные Сургутский инженерный центр по надёжности линейной части магистральных газопроводов и научно-производственное управление «Нефтегаздобыча» (г. Уренгой). В 1990 году присоединилась северная гидрогеологическая экспедиция в пос. Комсомольский.
В 1992 году был создан экспертный базовый центр, лицензирующий работы по объектам газовой промышленности Урало-Сибирской зоны. В 1993 году объединение было расформировано, все северные предприятия перешли к газодобывающим объединениям.
В 1997 году по проектам ТюменНИИгипрогаза началась промышленная эксплуатация нефтяных скважин Уренгойского газоконденсатного месторождения, которое с тех пор называется нефтегазоконденсатным.
В 1999 году на Комсомольском месторождении была спроектирована и запущена первая в мире одноцеховая установка комплексной подготовки газа производительностью 32 млрд м³ в год. Участники проекта были отмечены отраслевой премией.
В 2000 году были запущены ГРС и ГРП в Хабаровске производительностью 150 тыс. м³ в сутки самые мощные в Сибири и на Дальнем Востоке. Всё оборудование было разработано, изготовлено и смонтировано силами специалистов ТюменНИИгипрогаза. В этом же году проектная часть института переходит на трёхмерное моделирование.
В 2001 году на Тевризском месторождении (Омская область) вступила в строй самая компактная УКПГ производительностью всего 50 тыс. м³ в год. Здесь была впервые апробирована технология комплексного подхода к освоению месторождения.
В 2002 году постановлением Правления ОАО «Газпром» № 2 от 14 января 2002 года на ТюменНИИгипрогаз были возложены функции головной организации по научному обеспечению производственной деятельности предприятий газовой промышленности в Западно-Сибирском регионе.
В 2003 году ТюменНИИгипрогаз прошёл сертификацию на соответствие всех видов деятельности международному стандарту ИСО 9001:2000. Разработан проект обустройства двух нефтегазовых месторождений (Етыпуровского и Вынгаяхинского) как единого газодобывающего комплекса, предусматривающего подготовку и компримирование газа на одной площадке.
В рамках программы «Чистая вода Газпрома» начато серийное производство станций электрокоагуляционной подготовки питьевой воды «Водопад» производительностью от 5 до 200 м³ очищенной воды в сутки.
16 марта 2009 года состоялось открытие первой очереди кернохранилища на 70 тыс. погонных метров керна. После ввода второй очереди общий объём хранения составит 200 тыс. погонных метров.
В 2009 году ТюменНИИгипрогаз возглавил Сергей Александрович Скрылев, кандидат геолого-минералогических наук.
В 2011 году была завершена работа над «Единой технологической схемой разработки залежей углеводородного сырья ачимовских отложений Уренгойского месторождения» — уникальным проектным документом, в котором были учтены интересы трёх недропользователей.
В марте был запущен в эксплуатацию пилотный проект ОАО «Газпром нефть» — «Обустройство сеноманской залежи Муравленковского газового месторождения», подготовленный ООО «ТюменНИИгипрогаз» по принципу автоматизированного промысла на основе «малолюдных технологий».
В августе по проекту института на Казанском нефтегазоконденсатном месторождении (Томская область) была запущена газокомпрессорная станция, которая утилизует более 95 % попутного нефтяного газа и обеспечит 50 % энергетики и жилищно-коммунального комплекса области.
В декабре на Ныдинском участке Медвежьего месторождения была запущена УКПГ-Н, построенная по проекту ООО «ТюменНИИгипрогаз». Основные технологические узлы были изготовлены на Экспериментальном заводе Общества.
Станции водоподготовки «Водопад» стали лауреатами конкурса «100 лучших товаров России».
В 2012 году в результате проведения геологоразведочных работ, основанных на рекомендациях специалистов ТюменНИИгипрогаза, в Красноярском крае было открыто Ильбокичское газоконденсатное месторождение.
Введено в эксплуатацию Бованенковское нефтегазоконденсатное месторождение, все эксплуатационные скважины которого были построены по проектам ТюменНИИгипрогаза.
В 2013 году подготовлены комплексные проекты разработки Ямбургского (сеноманские отложения) и Заполярного месторождений. По проектной документации Общества введены в эксплуатацию объекты реконструкции Западного и Северного куполов Комсомольского газового промысла, а также объекты пускового комплекса участка 1А ачимовских отложений Уренгойского месторождения.
В 2014 году были подготовлены проекты обустройства второго, четвёртого и пятого ачимовских участков Уренгойского месторождения
.
В 2015 году ОАО «Газпром» было принято решение о консолидации проектных активов в рамках вновь созданной компании ООО «Газпром проектирование», в состав которого войдут восемь проектных институтов, включая ООО «ТюменНИИгипрогаз». В рамках первого этапа этого процесса 13 мая 2015 года генеральный директор ООО «Газпром проектирование» Олег Андреев был назначен также генеральным директором ООО «ТюменНИИгипрогаз». Сергей Скрылев стал его первым заместителем.
28 сентября 2017 года, соответствии с решением единственного участника — ПАО «Газпром» № 191 от 09.12.2016, ООО «ТюменНИИгипрогаз» прекратило деятельность путем реорганизации в форме присоединения к ООО «Газпром проектирование», к которому перешли все права и обязанности Общества.

### Директора
- 1966—1967 годы — Карягин, Иван Дмитриевич
- 1967—1971 годы — Грязнов, Георгий Степанович
- 1971—1981 годы — Шмыгля, Пётр Терентьевич
- 1981—1986 годы — Григорьев, Пётр Никифрович
- 1986—2009 годы — Крылов, Георгий Васильевич
- 2009—2015 годы — Скрылев, Сергей Александрович
- 2015—2019 годы — Андреев, Олег Петрович
- с апреля 2019 года — Вагарин, Владимир Анатольевич

## Направления деятельности
Отличительной особенностью предприятия является совмещений функций научного исследования, проектирования и изготовления опытных партий оборудования. Это позволяет действовать более оперативно, осуществляя подготовку месторождения к освоению за 1,5-2 года.

### Научные исследования
В институте работает 7 докторов и 51 кандидат наук, ежегодно сотрудники предприятия защищают диссертации, публикуют научные статьи и монографии.
Научное направление разделяется на ряд видов деятельности:
- Геокриологические исследования и мониторинг;
- Геолого-геофизическая деятельность;
- Разработка и эксплуатация газоконденсатных и нефтяных месторождений;
- Разработка и эксплуатация газовых месторождений;
- Строительство скважин;
- Реконструкция объектов добычи, переработки и транспорта газа;
- Экология;
- Экономика.

### Проектирование
ООО «ТюменНИИгипрогаз» выполняет проектно-изыскательские работы для обустройства газовых, газоконденсатных и нефтегазоконденсатных месторождений, включая инженерные изыскания. Помимо этого осуществляется проектирование объектов производственной инфраструктуры, жилья и соцкультбыта, магистральных и межпромысловых трубопроводов, комплексов сопутствующих сооружений, производится разработка технических регламентов, деклараций промышленной безопасности.
Проектное направление разделяется на ряд видов деятельности:
- инженерные изыскания;
- проектирование;
- экологическое сопровождение разрабатываемых объектов.

### Производство
Производственные мощности предприятия сосредоточены на Экспериментальном заводе, вошедшем в его состав в 1986 году. Завод располагается в посёлке-микрорайоне Антипино.
Большую часть продукции составляет крупноблочное оборудование полной заводской готовности, предназначенное для нужд нефтегазовой отрасли: газораспределительные пункты, газораспределительные станции, блоки подготовки пускового топливного газа для компрессорных станций и электростанций, станции электрокоагуляционной подготовки питьевой воды «Водопад», установки комплексной подготовки газа и конденсата.
Помимо этого производятся: подогреватели нефти и газа, блоки подготовки топливного газа, факельные установки, теплообменники и сепараторы, коллекторы «Надым», насосные блоки для закачки химических реагентов в скважины, блоки ввода метанола в шлейфы газопроводов и в затрубное пространство, устройства сужающие быстросменные для замера расхода газа и другое.
Производственное направление разделяется на ряд видов деятельности:
- Технология очистки поверхностных и подземных вод;
- Производство;
- Правовая охрана результатов интеллектуальной деятельности.